# David de Montserrat
David de Montserrat (Girona, 1972) periodista. domini .cat, Creació Elteumòbil.cat i campanya Catalan'.' 

## Biografia
Periodista, va ser redactor de l'Agència Catalana de Notícies (ACN) als seus orígens i membre del Grup de Periodistes Digitals (GPD). Treballava a la secretaria de Telecomunicacions i Societat de la Informació quan va prosperar la candidatura del domini .cat. Era l'enllaç amb el president de l'Associació puntCAT, Joan Francesc Gras. Des del Govern també va participar en la creació del programa de catalanització de telèfons mòbils Elteumòbil.cat i va promoure la campanya Catalan, a business opportunity. És autor, amb el també periodista Jaume Clotet, de la novel·la Lliures o morts.